# Pont de la riera de Santa Coloma
El Pont de la riera de Santa Coloma és una obra de l'arquitectura del ferro de Fogars de la Selva (Selva) inclosa a l'Inventari del Patrimoni Arquitectònic de Catalunya.

## Descripció
Es tracta d'un pont d'estructura de ferro situat a la carretera d'Hostalric a Maçanet i Blanes que travessa la riera de Santa Coloma, un xic abans de la seva desembocadura a la Tordera.
El pont, amb unes grans baranes en forma de dos arcs rebaixats units amb tres embigats encreuats, està format per vuit trams verticals entrecreuats amb l'estructura metàl·lica. La part inferior també és tota de ferro i consta de quatre bigues paral·leles i diversos trams creuats.
Actualment està pintat de color vermell. Per a l'ús per a vianants original hi ha unes baranes que permeten la salvaguarda de caure al riu, a més de les grans estructures dels costats.

## Història
El disseny del pont s'atribueix a Gustave Eiffel i fou construït al seu taller entre 1916 i 1918. Primer es va instal·lar sobre el riu Congost a Granollers, però després de ser dinamitat per les tropes republicanes el 1939 la part que no es va destruir es va traslladar a la ubicació actual.
Actualment està fora de servei, i la riera es travessa per un pont més modern construït al seu costat.